# Xylocampa rosea
Xylocampa rosea là một loài bướm đêm trong họ Noctuidae.